# Braemi
Il Braemi è un corso d'acqua sito in Sicilia al confine meridionale tra la provincia di Enna e quella di Caltanissetta. Bagna i comuni di Barrafranca (EN), Piazza Armerina (EN), Mazzarino (CL).
Il reticolo idrografico si compone di due rami principali. Il primo ha origine da Portella Grottacalda 742 m s.l.m. e prende il nome di Torrente Furma che più a valle cambia in Torrente Olivo. Questo ramo nella parte alta del suo corso (C.da Polino e C.da Le Criti), a seguito di uno sbarramento dà origine all'invaso artificiale del Lago Olivo.
Il secondo ramo, torrente Braemi, da cui prende il nome il corso d'acqua, nasce dalle colline (C.da Robbiato, M.te Manganello, M.te Gebbia, a Nord di Monte Navone e del Colle Casale a pochi chilometri dalla Villa romana del Casale.
Nell'omonima C.da Braemi, l'asta principale riceve l'affluenza di destra idrografica del Torrente Olivo. 
La fertile pianura alluvionale del Torrente Braemi, irrigata dalle acque della Diga Olivo, a partire dagli anni novanta è intensamente coltivata ad ortaggi: angurie, carciofi, peperoni ecc.
Il Torrente Braemi è uno dei principali affluenti del fiume Imera Meridionale con cui confluisce da sinistra idrografica. La lunghezza complessiva è di 42 km.
Al centro della valle del Braemi si erge un imponente rilievo arenaceo a morfologia tabulare, il Monte Navone 708 m s.l.m. alla cui sommità è presente un insediamento indigeno siculo e siciliota da alcuni autori identificato con la città di Hibla Erea.
Un altro importante rilievo presente a contorno della piana alluvionale del Fiume Braemi è Monte Torre che si erge fino a quota 643 m.l.m.